# Biatlo nos Jogos Olímpicos de Inverno de 2010 - Revezamento masculino
A competição do revezamento masculino do biatlo nos Jogos Olímpicos de Inverno de 2010 foi disputada no Parque Olímpico de Whistler em 26 de fevereiro.

## Medalhistas
|  | NOR Noruega                                                         |  | AUT Áustria                                                        |  | RUS Rússia                                                   |
|  | Halvard Hanevold Tarjei Bø Emil Hegle Svendsen Ole Einar Bjørndalen |  | Simon Eder Daniel Mesotitsch Dominik Landertinger Christoph Sumann |  | Ivan Tcherezov Anton Shipulin Maxim Tchoudov Evgeny Ustyugov |

## Resultados
| Pos.              | Nº | País                                                                                | Tempo                                     | Penalidades (P+S)                        | Diferença |
| ----------------- | -- | ----------------------------------------------------------------------------------- | ----------------------------------------- | ---------------------------------------- | --------- |
| Medalha de ouro   | 1  | NOR Noruega Halvard Hanevold Tarjei Bø Emil Hegle Svendsen Ole Einar Bjørndalen     | 1:21:38.1 20:15.6 20:26.8 20:31.3 20:24.4 | 0+5 0+2 0+1 0+0 0+1 0+1 0+2 0+0          | 0.0       |
| Medalha de prata  | 2  | AUT Áustria Simon Eder Daniel Mesotitsch Dominik Landertinger Christoph Sumann      | 1:22:16.7 20:10.0 20:38.0 20:25.9 21:02.8 | 1+6 0+2 0+0 0+1 0+2 0+1 0+1 0+0 1+3 0+0  | +38.6     |
| Medalha de bronze | 3  | RUS Rússia Ivan Tcherezov Anton Shipulin Maxim Tchoudov Evgeny Ustyugov             | 1:22:16.9 20:07.5 21:05.0 20:23.2 20:41.2 | 0+0 0+4 0+0 0+1 0+0 0+0 0+0 0+0 0+0 0+3  | +38.8     |
| 4                 | 7  | SWE Suécia Fredrik Lindström Carl Johan Bergman Mattias Nilsson Björn Ferry         | 1:23:02.0 20:11.3 20:37.9 21:32.0 20:40.8 | 0+3 1+7 0+1 0+0 0+1 0+3 0+0 1+3 0+1 0+1  | +1:23.9   |
| 5                 | 5  | GER Alemanha Simon Schempp Andreas Birnbacher Arnd Peiffer Michael Greis            | 1:23:16.0 20:10.4 21:53.7 20:56.9 20:15.0 | 0+0 2+7 0+0 0+1 0+0 2+3 0+0 0+3 0+0 0+0  | +1:37.9   |
| 6                 | 4  | FRA França Vincent Jay Vincent Defrasne Simon Fourcade Martin Fourcade              | 1:23:16.2 20:13.7 21:25.6 21:08.2 20:28.7 | 0+3 1+6 0+2 0+1 0+1 1+3 0+0 0+0 0+0 0+2  | +1:38.1   |
| 7                 | 14 | CZE República Checa Jaroslav Soukup Zdeněk Vítek Roman Dostál Michal Šlesingr       | 1:23:55.2 20:13.5 20:36.8 21:45.7 21:19.2 | 0+3 0+6 0+0 0+1 0+1 0+1 0+2 0+2 0+0 0+2  | +2:17.1   |
| 8                 | 9  | UKR Ucrânia Olexander Bilanenko Andriy Deryzemlya Vyacheslav Derkach Serguei Sednev | 1:24:25.1 20:38.7 20:44.3 21:47.3 21:14.8 | 0+1 0+3 0+0 0+1 0+1 0+1 0+0 0+0 0+0 0+1  | +2:47.0   |
| 9                 | 6  | SUI Suíça Thomas Frei Matthias Simmen Benjamin Weger Simon Hallenbarter             | 1:24:36.8 20:47.6 21:17.1 21:26.1 21:06.0 | 0+2 0+7 0+0 0+1 0+2 0+3 0+0 0+2 0+0 0+1  | +2:58.7   |
| 10                | 18 | CAN Canadá Robin Clegg Marc-André Bédard Brendan Green Jean-Philippe Leguellec      | 1:24:50.7 20:16.4 21:11.6 22:12.0 21:10.7 | 0+3 0+4 0+0 0+1 0+1 0+1 0+2 0+1 0+0 0+1  | +3:12.6   |
| 11                | 8  | BLR Bielorrússia Evgeny Abramenko Alexandr Syman Rustam Valiullin Sergey Novikov    | 1:25:47.4 21:59.3 21:05.0 21:36.4 21:06.7 | 0+3 1+5 0+1 0+1 0+0 1+3 0+1 0+0          | +4:09.3   |
| 12                | 17 | ITA Itália Christian de Lorenzi Markus Windisch Lukas Hofer Mattia Cola             | 1:26:27.5 20:16.7 21:39.6 21:44.1 22:47.1 | 0+3 1+8 0+1 0+2 0+0 1+3 0+0 0+2 0+2 0+1  | +4:49.4   |
| 13                | 10 | USA Estados Unidos Lowell Bailey Jay Hakkinen Tim Burke Jeremy Teela                | 1:27:58.3 20:51.8 21:47.0 22:01.7 23:17.8 | 0+2 4+10 0+0 0+1 0+0 1+3 0+0 2+3 0+2 1+3 | +6:20.2   |
| 14                | 12 | EST Estônia Priit Viks Kauri Koiv Indrek Tobreluts Roland Lessing                   | 1:28:16.5 21:07.1 22:39.6 21:54.3 22:35.5 | 3+7 0+3 0+0 0+3 1+3 0+0 0+1 0+0 2+3 0+0  | +6:38.4   |
| 15                | 19 | SVK Eslováquia Miroslav Matiasko Marek Matiasko Dusan Simocko Pavol Hurajt          | 1:28:54.1 21:18.3 22:09.6 23:56.3 21:29.9 | 1+4 1+8 0+0 0+1 0+0 0+2 1+3 1+3 0+1 0+2  | +7:16.0   |
| 16                | 15 | BUL Bulgária Michail Kletcherov Vladimir Iliev Miroslav Kenanov Krasimir Anev       | 1:29:39.7 20:48.4 22:36.4 23:28.9 22:46.0 | 0+3 0+6 0+1 0+1 0+2 0+1 0+0 0+1 0+0 0+3  | +8:01.6   |
| 17                | 13 | SLO Eslovênia Peter Dokl Klemen Bauer Vasja Rupnik Janez Marič                      | 1:29:52.4 23:09.1 22:24.3 22:10.2 22:08.8 | 0+6 3+10 0+2 1+3 0+0 2+3 0+3 0+2 0+1 0+2 | +8:14.3   |
| 18                | 16 | KAZ Cazaquistão Alexsandr Chervyhkov Yan Savitskiy Dias Keneshev Alexandr Trifonov  | 1:30:31.1 21:08.9 22:23.1 24:10.2 22:48.9 | 2+6 2+7 0+1 0+3 2+3 0+1 0+1 2+3 0+1 0+0  | +8:53.0   |
| 19                | 11 | LAT Letônia Edgars Piksons Ilmārs Bricis Andrejs Rastorgujevs Kristaps Libietis     | 1:35:15.5 26:11.5 21:47.2 23:31.6 23:45.2 | 5+8 2+8 3+3 2+3 0+1 0+2 2+3 0+0 0+1 0+3  | +13:37.4  |

Legenda
| Recorde mundial      | Recorde mundial (World record)               |                       | Recorde africano                      | Recorde africano (African) |                                           | Q | Classificado por posição (Qualified) |
| Recorde olímpico     | Recorde olímpico (Olympic record)            | Recorde da América    | Recorde da América (Americas)         | q                          | Classificado por melhor tempo (Qualified) |   |                                      |
| Melhor marca do ano  | Melhor marca do ano (World leading)          | Recorde asiático      | Recorde asiático (Asian)              | DNS                        | Não largou (Did not start)                |   |                                      |
| Recorde nacional     | Recorde nacional (National record)           | Recorde europeu       | Recorde europeu (European)            | DNF                        | Não terminou (Did not finish)             |   |                                      |
| Recorde pessoal      | Recorde pessoal do atleta (Personal best)    | Recorde da Oceania    | Recorde da Oceania (Oceania)          | DSQ / DQ                   | Desclassificado (Disqualified)            |   |                                      |
| Recorde da temporada | Recorde da temporada do atleta (Season best) | Recorde sul-americano | Recorde sul-americano (South America) | NM                         | Sem marca (No mark)                       |   |                                      |